# Avulsie (rivier)
Een avulsie (Latijn: avulsare, afscheuren) is een plotselinge natuurlijke wijziging van de rivierloop, waarbij een nieuwe loop ontstaat. Ze komen alleen voor bij van oorsprong natuurlijke riviersystemen.
Factoren die het ontstaan van avulsies bevorderen:
- de afname van het bergingsvermogen van de hoofdgeul door sedimentatie in de bedding
- de vorming van ijsdammen
- graafsporen van dieren (bijvoorbeeld bevers)
- de aanwezigheid van duinen in de rivierbedding

Op lange tijdschalen zijn veranderingen in de zeespiegel, tektoniek en het klimaat de belangrijkste oorzaken voor het optreden van avulsies. Ook de mens is een belangrijke veroorzaker van avulsies door het graven van kanalen.

## Voorbeeld: IJssel
Rond 2010 is aangetoond dat de Gelderse IJssel nog maar relatief kort geleden door avulsie is ontstaan. Onderzoekers van de Wageningen Universiteit gaan uit van een doorbraak bij Doesburg kort na 600, onderzoekers van de Universiteit Utrecht plaatsen de doorbraak net ten noorden van Zutphen en het tijdstip iets eerder, rond 400/550. De Utrechtse onderzoekers toonden aan dat de Berkel bij Zutphen naar het zuiden afboog en tot in de Romeinse tijd uitmondde in de Rijn. Door een verslechterende afvoer brak het Berkel- en Rijnwater door een barrière bij Zutphen heen waarna het Rijnwater een nieuwe tak richting noorden ontwikkelde. Het duurde mogelijk nog enige honderden jaren voordat er een volwaardige rivierloop lag. Deze volwaardige IJssel was in elk geval kort voor 800 een feit.